# Trimethoxyboroxin
Trimethoxyboroxin ist eine chemische Verbindung aus der Gruppe der Boroxine.

## Gewinnung und Darstellung
Trimethoxyboroxin kann durch Reaktion von Bortrioxid mit Borsäuretrimethylester gewonnen werden.
{\displaystyle {\ce {B2O3 + B(OCH3)3 -> (BOCH3O)3}}}
Auf diese Weise wurde die Verbindung erstmals 1951 durch Goubeau und Keller synthetisiert. Die Verbindung kann auch durch Umsetzung von Bortrioxid mit einem Gemisch aus Borsäuretrimethylester und Methanol dargestellt werden.

## Eigenschaften
Trimethoxyboroxin ist eine farblose Flüssigkeit, die mit Wasser reagiert.

## Verwendung
Trimethoxyboroxin kann als Zwischenprodukt zur Herstellung von anderen chemischen Verbindungen (zum Beispiel Dimethoxyboran) verwendet werden. Es wird auch als Feuerlöschsubstanz bei brennenden Metallen eingesetzt.